# نشان ملی بوسنی و هرزگوین
نشان ملی جمهوری بوسنی و هرزگوین در سال ۱۹۹۸ میلادی جایگزین نشان رسمی جمهوری بوسنی و هرزگوین شد. سه رنگ آن نشانگر سه گروه اتنیکی بوسنیایی، صرب و کروات می‌باشد که در این کشور زندگی می‌کنند و ستاره‌ها هم نماد مخالفت با نسل کشی بوسنیایی تبارها و به نوعی نشانگر پرچم اتحادیه اروپا هم می‌باشد که خواهان پیوستن به آن است.

## نگارخانه

نشان رسمی جمهوری سوسیالیستی بوسنی و هرزگوین (۱۹۴۳-۱۹۹۲)
نشان رسمی جمهوری بوسنی و هرزگوین(۱۹۹۲-۱۹۹۸)